# Richard Petiot
Pour les articles homonymes, voir Petiot.
Richard Petiot (né le 20 août 1982 à Daysland dans la province de l'Alberta) est un joueur professionnel canadien de hockey sur glace. Son frère Dean Petiot est également professionnel.

## Carrière de joueur
En 2001, il débute dans la NCAA avec les Tigers de Colorado College. La même année, il est choisi au cours du repêchage d'entrée dans la Ligue nationale de hockey par les Kings de Los Angeles en 4e ronde, en 116e position.
En 2005-2006, il joue ses premiers matchs de LNH avec les Kings et s'agguérit également en Ligue américaine de hockey avec leur club école des Monarchs de Manchester. La saison suivante, une blessure au genou lui fait manquer la majeure partie de la saison. Malgré tous les Kings décident de conserver ses droits et l'assignent à Manchester.
Le 15 juillet 2008, il signe un contrat avec les Maple Leafs de Toronto et est assigné aux Marlies de Toronto. Le 4 mars 2009, les Maple Leafs le cèdent aux Lightning de Tampa Bay en retour d'Olaf Kolzig, Jamie Heward, Andy Rogers et un choix de quatrième ronde au repêchage 2009. Durant l'été 2009, il signe un contrat en tant qu'agent libre avec les Blackhawks de Chicago.

## Statistiques
| Saison     | Équipe                     | Ligue      |    | Saison régulière | Saison régulière | Saison régulière | Saison régulière | Saison régulière |    | Séries éliminatoires | Séries éliminatoires | Séries éliminatoires | Séries éliminatoires | Séries éliminatoires |
| Saison     | Équipe                     | Ligue      | PJ | B                | A                | Pts              | Pun              | PJ               | B  | A                    | Pts                  | Pun                  |                      |                      |
| 2001-2002  | Tigers de Colorado College | NCAA       | 39 | 4                | 6                | 10               | 35               |                  |    |                      |                      |                      |                      |                      |
| 2002-2003  | Tigers de Colorado College | NCAA       | 38 | 1                | 6                | 7                | 86               |                  |    |                      |                      |                      |                      |                      |
| 2003-2004  | Tigers de Colorado College | NCAA       | 39 | 3                | 5                | 8                | 61               |                  |    |                      |                      |                      |                      |                      |
| 2004-2005  | Tigers de Colorado College | NCAA       | 25 | 3                | 5                | 8                | 38               |                  |    |                      |                      |                      |                      |                      |
| 2005-2006  | Kings de Los Angeles       | LNH        | 2  | 0                | 0                | 0                | 2                | --               | -- | --                   | --                   | --                   |                      |                      |
| 2005-2006  | Monarchs de Manchester     | LAH        | 63 | 4                | 10               | 14               | 52               | 7                | 1  | 0                    | 1                    | 6                    |                      |                      |
| 2006-2007  | Monarchs de Manchester     | LAH        | 13 | 1                | 1                | 2                | 25               | 2                | 0  | 0                    | 0                    | 2                    |                      |                      |
| 2007-2008  | Monarchs de Manchester     | LAH        | 40 | 2                | 5                | 7                | 56               |                  |    |                      |                      |                      |                      |                      |
| 2008-2009  | Marlies de Toronto         | LAH        | 45 | 3                | 11               | 14               | 59               |                  |    |                      |                      |                      |                      |                      |
| 2008-2009  | Admirals de Norfolk        | LAH        | 1  | 0                | 0                | 0                | 0                |                  |    |                      |                      |                      |                      |                      |
| 2008-2009  | Lightning de Tampa Bay     | LNH        | 11 | 0                | 3                | 3                | 21               |                  |    |                      |                      |                      |                      |                      |
| 2009-2010  | IceHogs de Rockford        | LAH        | 80 | 3                | 29               | 37               | 88               | 4                | 0  | 0                    | 0                    | 4                    |                      |                      |
| 2010-2011  | Barons d'Oklahoma City     | LAH        | 66 | 0                | 15               | 15               | 52               | 6                | 0  | 0                    | 0                    | 4                    |                      |                      |
| 2010-2011  | Oilers d'Edmonton          | LNH        | 2  | 0                | 0                | 0                | 2                | -                | -  | -                    | -                    | -                    |                      |                      |
| 2011-2012  | Admirals de Norfolk        | LAH        | 6  | 0                | 0                | 0                | 7                | -                | -  | -                    | -                    | -                    |                      |                      |
| 2012-2013  | IceCaps de Saint-Jean      | LAH        | 24 | 1                | 2                | 3                | 22               | -                | -  | -                    | -                    | -                    |                      |                      |
| Totaux LNH | Totaux LNH                 | Totaux LNH | 13 | 0                | 3                | 3                | 23               |                  |    |                      |                      |                      |                      |                      |